# Julien Vallou de Villeneuve

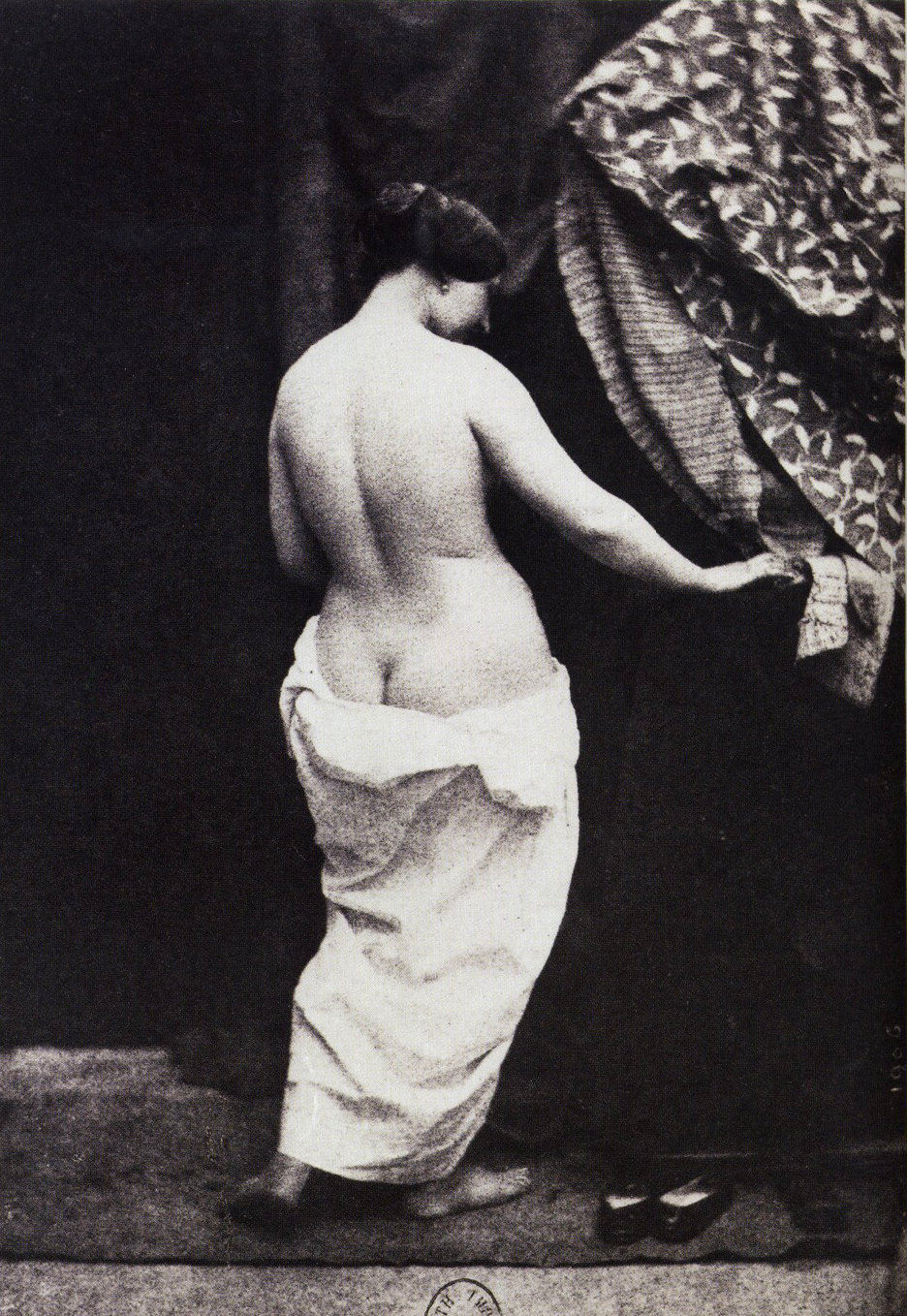
Studie aktu

Julien Vallou de Villeneuve (12. prosince 1795 Boissy-Saint-Léger – 4. května 1866 Paříž) byl francouzský malíř, litograf a fotograf.

## Životopis
Vallou de Villeneuve studoval u francouzského malíře Jean-Françoise Milleta a svou kariéru zahájil na Salónu roku 1814, kde vystavoval obrazy zachycující každodenní život, módu, regionální kostýmy a studie aktů. V roce 1826 vystavoval své obrazy v salónu „Costumes des Provinces Septentrionales des Pays-Bas“. V roce 1829 publikoval sérii litografií Type des Femmes. V roce 1830 se spolu s Achille Deverou a Numasem, Maurinem a Tessaertem podílel na erotickém kompendiu Imagerie Galante (Paříž 1830). Stál u mezinárodního pokračování své velké litografické erotické série z roku 1839 Les Jeunes Femmes, Groupes de Tetes, která líčila epizody ze života mladých žen a jejich milenek.
Od roku 1842 de Villeneuve začal fotografovat, krátce po vynálezu fotografie, jako doplněk a pomoc ke svým grafickým dílům, produkoval některé daguerreotypie ale převážně jemně tónované kalotypie z papírových negativů, které umožnily retušování a umožňovaly umělecký efekt. Podle metody Humberta de Molarda fixoval své tisky čpavkem, což zabraňovalo bělení světel způsobených v slaných tiscích thiosíranem sodným, a tak (náhodou) zajišťoval archivační stálost svých tisků, které přežily dodnes (2020). Mnoho jeho tisků vytvořil fotolitograf Rose-Joseph Lemercier (1803–1887). V roce 1850 de Villeneuve otevřel fotografické studio na adrese Rue Bleue 18 v Paříži, kde své subjekty prezentoval jako „akademická studia“, malé tisky aktů jako modely pro umělce. Vytiskl řadu těchto studií jako „Etudes d'apres nature“ a mnoho jich bylo publikováno v La Lumiere, časopisu Society Francaise de la Photographie. Tam byl také připraven trh pro jeho fotografie známých herců v kostýmu zakomponovanými před divadelní scenérii.
V roce 1851 se připojil k první, ale krátkodobé (1851–1853) fotografické organizaci Société héliographique V letech 1853–1854 byl zakládajícím členem Société française de photographie (SFP), který ji nahradil.

## Pozdější život
V roce 1855 daroval Vallou de Villeneuve své tisky společnosti Société française de photographie (SFP). Po tomto datu nejsou zaznamenány žádné jeho fotografie, umělec zemřel v Paříži o jedenáct let později.
Vallou de Villeneuve je pohřben na hřbitově Père Lachaise.

## Galerie

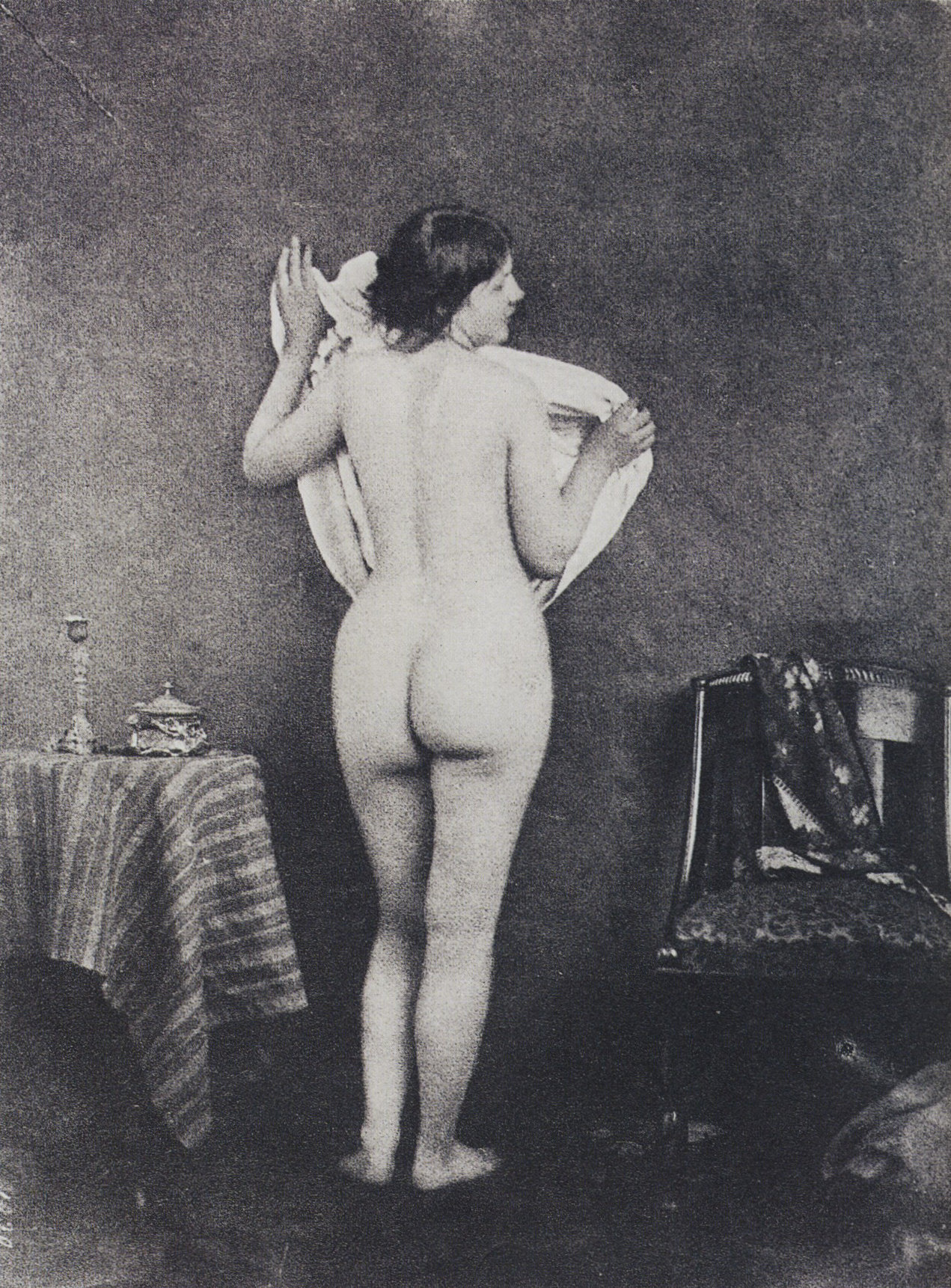
Studie aktu
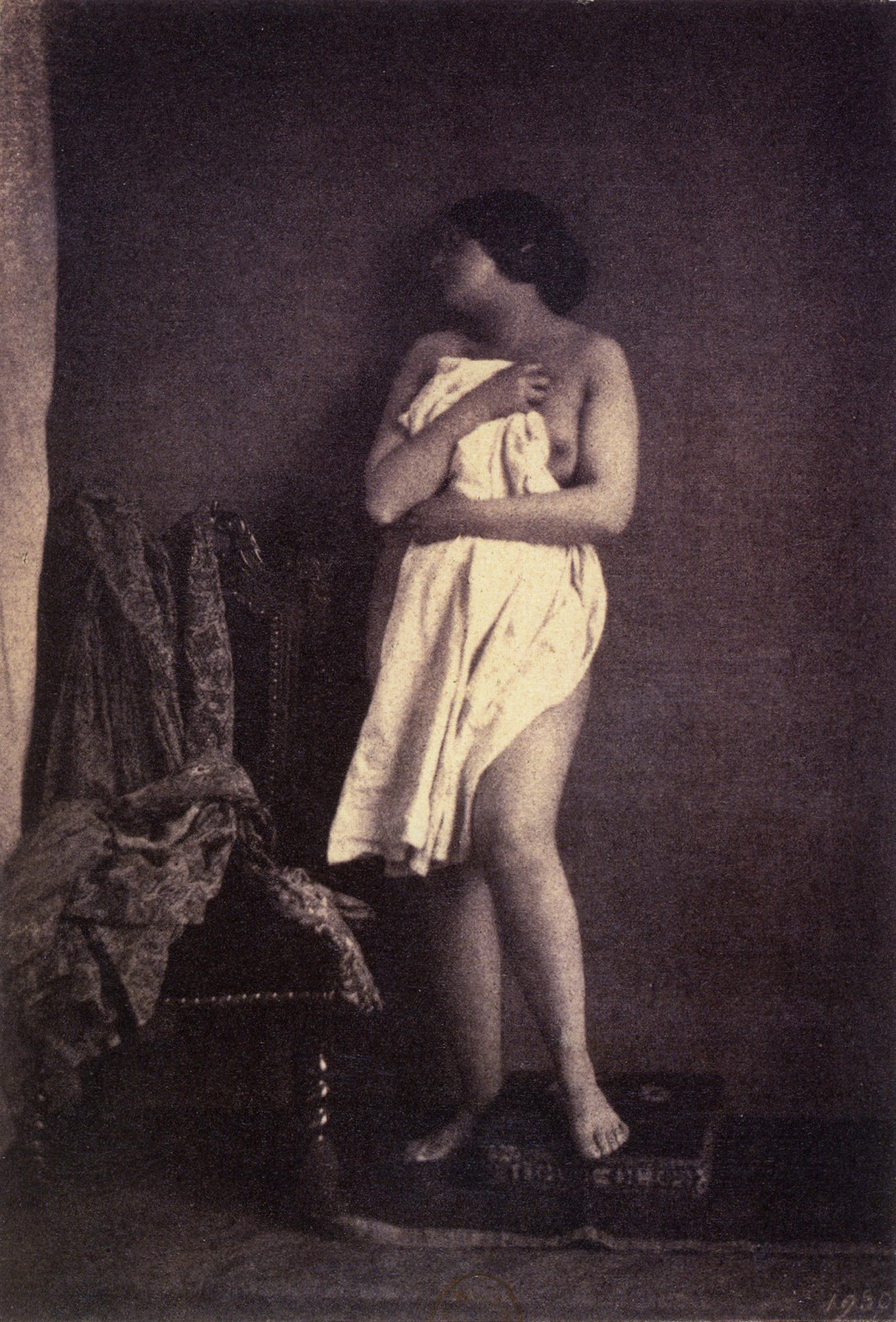
Studie aktu
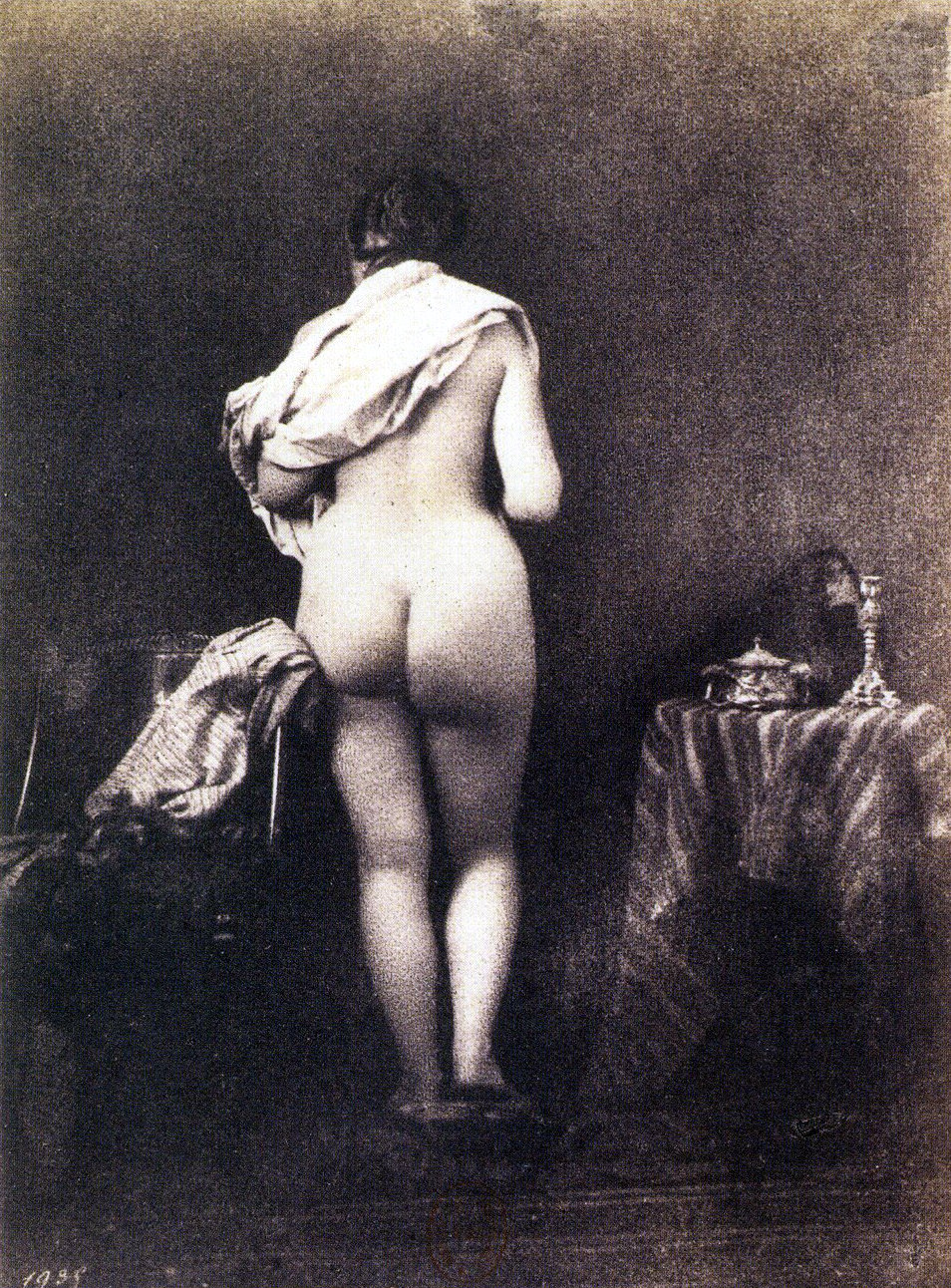
Studie aktu
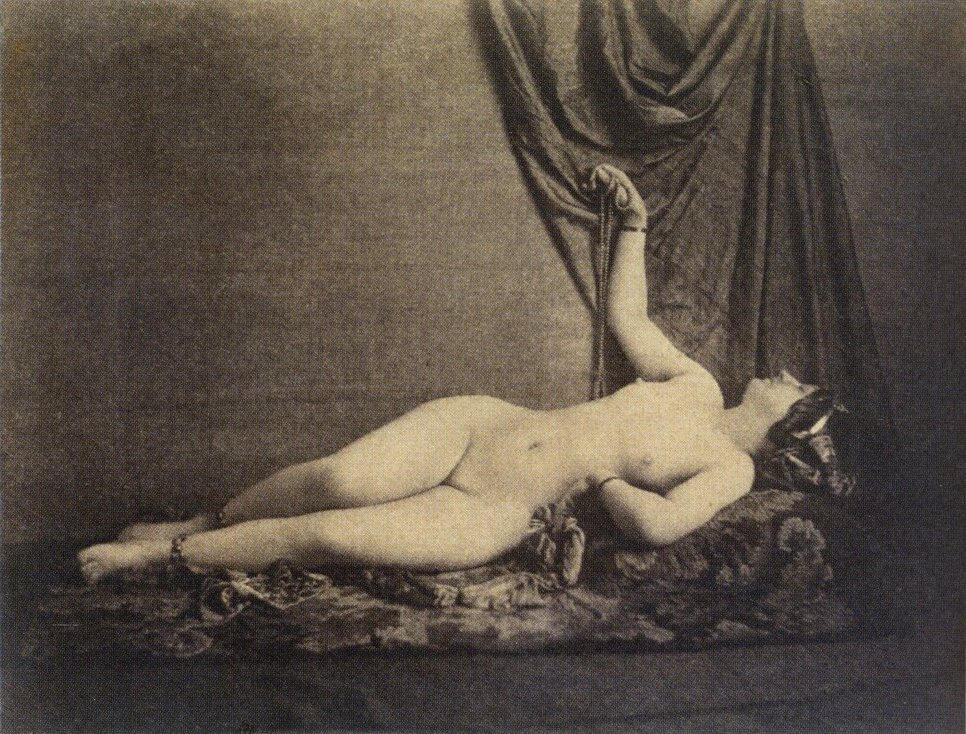
Studie aktu
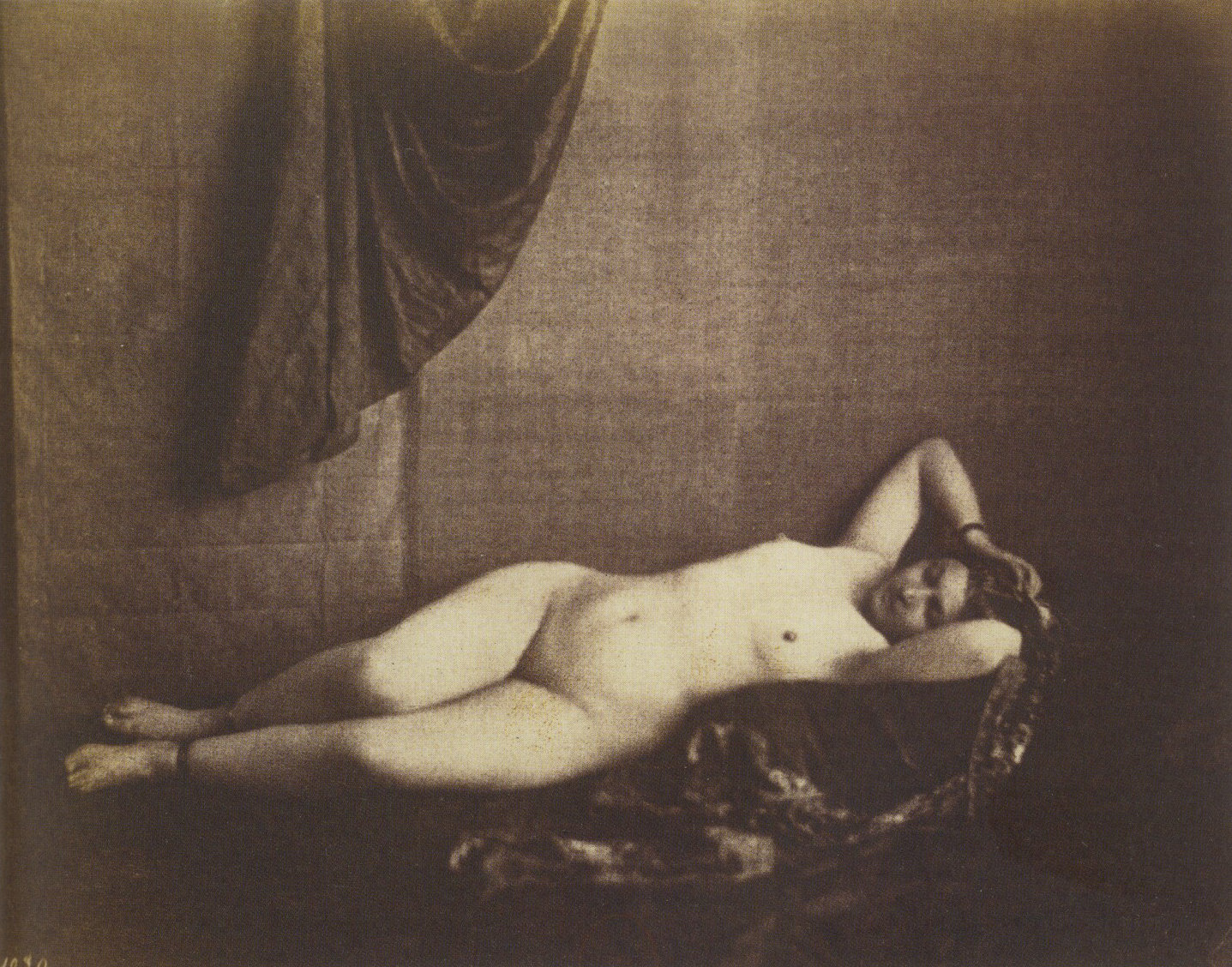
Studie aktu
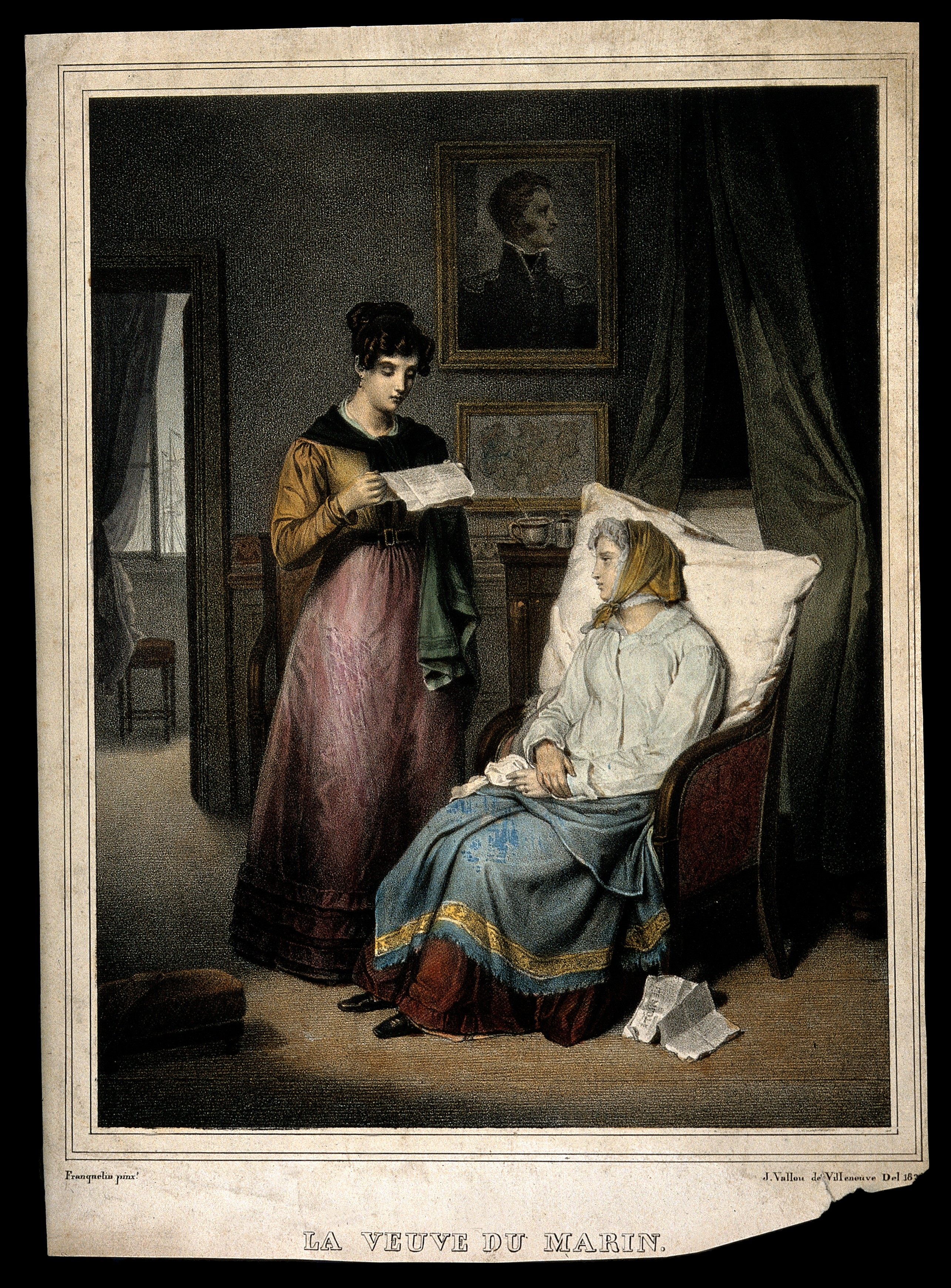
Vdova po námořníkovi truchlí, zatímco jí jiná žena čte dopis
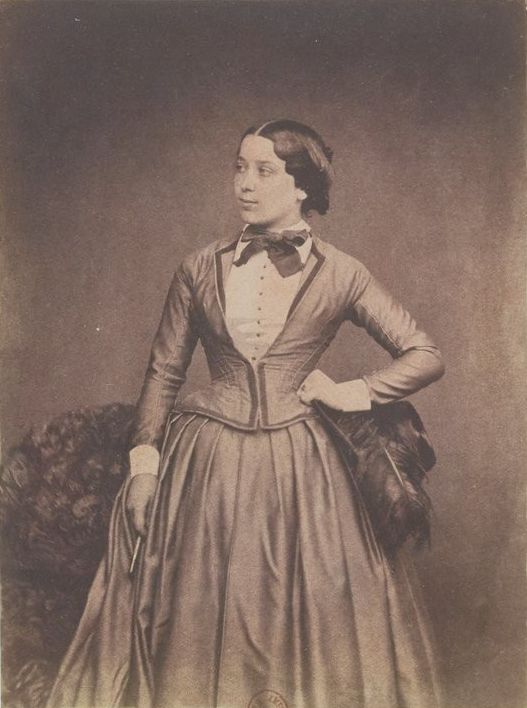
Delphine Fix
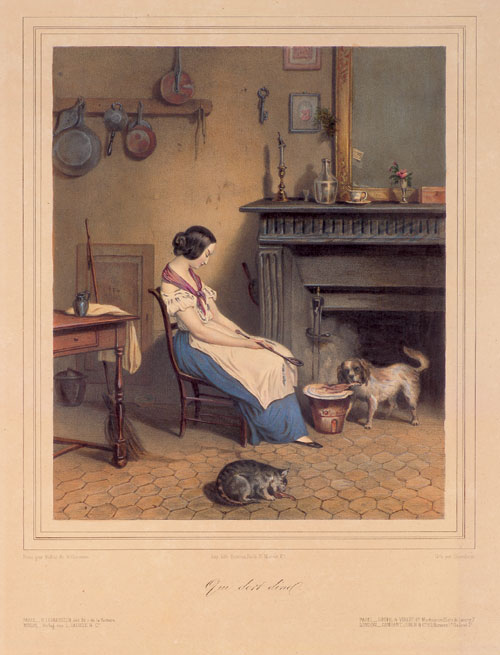
Spící kuchařka